# Basilischi
I basilischi sono un'organizzazione criminale italiana, nata nel 1994 a Potenza, e poi estesasi nel resto della Basilicata. Questa organizzazione ha assunto un ruolo di controllo delle attività illecite della Regione.
Poiché al 22 aprile 1999 tutti i capi di questa organizzazione sono stati arrestati, l'organizzazione è stata notevolmente ridimensionata. Da allora, secondo la procura nazionale antimafia, la criminalità organizzata delle zone del Materano, del Melfese e del Potentino sono controllate da cosche che fanno capo alla 'Ndrangheta di Rosarno.

## Storia

### La nascita
La famiglia dei basilischi nacque agli inizi del 1994, allorquando Giovanni Luigi Cosentino, soprannominato “faccia d'angelo”, un pregiudicato molto noto per le sue passate imprese criminose, all'interno delle carceri di Potenza e Matera iniziò ad avvicinare altri detenuti con l'intento di creare un'organizzazione che, con l'avallo di alcune famiglie malavitose calabresi (e segnatamente quella dei Morabito), avrebbe dovuto riunire tutte le associazioni criminali che sino a quel momento avevano operato in Basilicata: proprio per questo il gruppo veniva denominato famiglia dei basilischi. Ottenuto difatti il nulla osta dalle 'ndrine dei Pesce di Rosarno e dei Serraino di Reggio Calabria, si formò un gruppo di malavitosi operante in tutta la Regione con a capo Giovanni Gino Cosentino. Quella organizzazione ambiva a diventare la quinta mafia del meridione d'Italia, dopo la siciliana Cosa nostra, la campana Camorra, la calabrese 'Ndrangheta e la pugliese Sacra Corona Unita.
Successivamente il comando passò al boss Antonio Cossidente per tutta la provincia di Potenza.
L'organizzazione venne effettivamente formata da Saverio Mammoliti (detto Don Saru) dei Mammoliti che nominò come capo-società Renato Martorano. Sembra abbiano avuto contatti anche con i Morabito. 
Fino al 1995 si può affermare che la mafia lucana non era propriamente in attività poiché non erano ancora state rinvenute prove della sua esistenza. In realtà proprio in quel periodo secondo alcune testate giornalistiche il gruppo dei basilischi era in procinto di farsi "allenare" dalla 'ndrangheta dalla quale poi si ispirerà e sarà condizionata. Solo pochi anni dopo i basilischi provarono ad entrare ufficialmente in gioco denunciando un proprio tentato omicidio telefonando all'agenzia ANSA di Potenza prima e uccidendo Francesco Tammone, agente di polizia, poi. Secondo la procura antimafia nazionale, le zone lucane colpite da questo fenomeno sono quelle di Policoro, Montalbano Jonico, Pisticci, Scanzano Jonico (dove operano gli Scarcia), la Val d'Agri (dove sono concentrate le risorse petrolifere della regione) e il Melfese.

### Inchiesta "Iena 2"
Con l'inchiesta Iena 2, in cui sono coinvolti anche i deputati Antonio Potenza (la cui posizione è stata archiviata su richiesta dello stesso P.M.), Gianfranco Blasi (la cui posizione è stata archiviata su richiesta dello stesso P.M. nel 2006) e Antonio Luongo, il pubblico ministero di Potenza Vincenzo Montemurro evidenzia un cambio di assetto: l'appalto ottenuto all'Ospedale San Carlo da un'azienda controllata da un gruppo malavitoso campano viene trattato dai Basilischi in prima persona.
Da questo si dedurrebbe che il controllo del territorio lucano è in mano al gruppo dei Basilischi che tratta alla pari con le altre mafie assumendo così una sua identità ed autonomia, pur rimanendo legato alla 'ndrangheta.

### Operazione "Chewingum"
I Basilischi sono stati oggetto di un'inchiesta della procura antimafia di Potenza, "l'operazione Chewingum", che sta tentando di fare luce sulle attività e sulla struttura dell'organizzazione.

### Gli anni 2000
In seguito al maxi-arresto del 22 aprile 1999, che ha incarcerato i capi della cosca, sembra che la 'ndrangheta di Rosarno abbia ristabilito il potere sulla criminalità in Basilicata, destituendo Cosentino e creando sette 'ndrine, composte da malavitosi locali e comandate direttamente da sette calabresi.  Dopo il pentimento del cognato, però, "faccia d'angelo" perse credibilità, e venne estromesso da un accordo fra gli altri boss e le mafie limitrofe. Nel 2006, nell'inchiesta che ha coinvolto Vittorio Emanuele di Savoia e il sindaco di Campione d'Italia, vi era anche la famiglia Tancredi del potentino. Con sentenza del 21 dicembre 2007 il Tribunale di Potenza, composto dai giudici Daniele Cenci, Ubaldo Perrotta e Gabriella Piantadosi, ha accertato l'esistenza della "Famiglia Basilischi". In una sentenza del 30 ottobre 2012 la Corte d'appello di Potenza ha confermato l'esistenza del clan mafioso dei “Basilischi”.

### Anni 2020
Nella relazione del primo semestre del 2020 la procura nazionale antimafia ha affermato che in Basilicata si denota un forte radicamento di organizzazioni criminali anche di tipo mafioso connotate sia da una tradizionale impostazione gerarchica sia dall’inclinazione tipica delle mafie imprenditorialmente più evolute. Questi dati sono il segno di un'esistenza della mafia lucana dei basilischi che, ha visto riorganizzato il suo assetto organizzativo con la scomparsa di un capoclan e di un vertice centrale e la nascita di più gruppi provinciali organizzati come tanti piccoli clan. Il 1 febbraio 2020 il Procuratore Generale presso la Corte d’Appello di Potenza ha affermato che  
“…nonostante le numerose condanne, anche definitive, emesse per 416 bis c.p., si registra la crescita del numero di indagati ed imputati per tale delitto. Il fenomeno mafioso e, quindi, le fattispecie delittuose ad esso riconducibili, sono diffuse e radicate nel distretto di Potenza in modo preoccupante ed in ogni circondario…”. 
Continuando poi ha affermato che: 
"...Come osservato nelle precedenti Relazioni, la contiguità territoriale con Calabria, Puglia e Campania, fanno della Regione lucana un importante punto d’incontro con organizzazioni criminali extraregionali, nazionali ed estere, specie per gli interessi legati al narcotraffico..."
Le quattro corporazioni presenti in Basilicata secondo la relazioni antimafia sono:
- Delli Gatti- Di Muro- Cassotta nella zona del melfese;
- Clan dei Riviezzi nel potentino;
- Clan Martucci di Venosa;
- Clan Scarcia di Policoro;
- Clan Schettino- Russo nel Metapontino;[10]

#### Operazione "Iceberg"
Il 27 aprile 2021 a seguito di un'operazione antimafia nel territorio Pignolese vengono arrestati 17 persone collegate al Clan dei Riviezzi. Secondo gli inquirenti il clan oltre ad essere uno dei più grandi e potenti nel territorio lucano gestiva anche il bar all'interno del tribunale. Tra gli indagati vi è anche l'ex sindaco di Pignola, Ignazio Petrone, che è stato accusato di concorso esterno in associazione mafiosa per aver fatto inserire all'interno del comune di Pignola una ditta collegata al clan mafioso.

## Attività
- Detenzione e commercio di esplosivi
- Gioco d'azzardo
- Traffico di droga
- Traffico di armi
- Rapine
- Usura
- Estorsione
- Racket
- Appalti

## Affiliati
Sono affiliati all'organizzazione dei Basilischi alcuni membri del clan Scarcia del materano, i melfitani Massimo e Marco Cassotta (quest'ultimo assassinato il 14 luglio 2007), Antonio Cossidente (mandante del duplice omicidio Gianfredi) e il salernitano Vincenzo De Risi, il gruppo potentino capeggiato da Renato Martorano (coinvolto nell'inchiesta Iena 2), e a cui appartengono i noti Dorino Stefanutti e Michele Badolato. Tutti i citati sono sotto inchiesta e condannati più volte per reati di stampo mafioso.

## Riti
Nel 1996 la polizia ritrova un codice con la descrizione di un rito di battesimo sul monte Pollino che cita come luoghi sacri, il monte stesso, Potenza e il fiume Sinni.

## Filmografia
- Libera nos a malo, diretto da Fulvio Wetzl (2008)